# Departamento de Transporte de Hawái
El Departamento de Transporte de Hawái (en inglés: Hawaii Department of Transportation, HDOT) es la agencia estatal gubernamental encargada en la construcción y mantenimiento de toda la infraestructura ferroviaria, carreteras estatales; así como sus federales, locales e interestatales, y transporte aéreo del estado de Hawái. La sede de la agencia se encuentra ubicada en Honolulu, Hawái y su actual director es Glenn Okimoto.